# Хосоно, Харуоми
Харуоми Хосоно (яп. 細野 晴臣 Хосоно Харуоми, род. 9 июля 1947, Токио), также известный как Гарри Хосоно (Harry Hosono) — японский музыкант, певец, автор песен и продюсер. Начал карьеру с основания коллектива Apryl Fool и позже обрёл национальное и международное признание как лидер групп Happy End и Yellow Magic Orchestra. Также Хосоно выпустил множество сольных альбомов, охватывающих разнообразные стили, включая саундтреки к фильмам и некоторые поджанры электронной музыки. Кроме того, он продюсировал других исполнителей, среди которых Михару Коси, Sheena and the Roketts, Sandii & the Sunsetz, Тисато Моритака и Сэйко Мацуда.
Хосоно считается одним из самых влиятельных музыкантов в истории японской поп-музыки, с его именем связывается многолетнее формирование звучания поп-музыки Японии. Он вдохновил такие жанры, как сити-поп и сибуя-кэй, и, являясь членом Yellow Magic Orchestra, способствовал развитию различных жанров электронной музыки. В 2003 году компания HMV Japan поставила Хосоно на 44-е место в списке 100 лучших японских поп-исполнителей всех времён.

## Биография
Харуоми Хосоно является внуком Масабуми Хосоно — выжившего, единственного японского пассажира «Титаника». Впервые он привлёк к себе внимание публики, играя на бас-гитаре вместе с барабанщиком Такаси Мацумото в психоделик-рок-группе Apryl Fool, которая выпустила в 1969 году единственный альбом под названием The Apryl Fool. Затем они вместе с Эйити Отаки и Сигэру Судзуки основали фолк-рок-группу Happy End. После её распада, в середине 1970-х годов, Хосоно работал с Судзуки и некоторыми другими музыкантами в рамках коллектива Tin Pan Alley, чтобы исполнять музыку, навеянной экзотикой.
Электронной музыкой Хосоно начал заниматься ещё в начале 1970-х, когда играл на электрической бас-гитаре для поп-рок-альбома Ёсуи Иноуэ Ice World (1973) и прог-рок-альбома Осаму Китадзимы Benzaiten (1974). Для создания обеих пластинок использовались синтезаторы, электрогитары, а вдобавок для второй — электронные барабаны и драм-машины.
В 1977 году Хосоно привлёк Рюити Сакамото и Юкихиро Такахаси для работы над альбомом, выдержанным в экзотическом стиле, — Paraiso, и таким образом образовал коллектив Harry Hosono and the Yellow Magic Band. Пластинка, для записи которой использовались полифонический синтезатор Yamaha CS-80 и синтезатор ARP Odyssey, была издана в начале 1978 года. В том же году музыканты снова объединились для записи альбома Pacific. Также Хосоно участвовал в записи композиции Сакамото «1000 Knives», которая вошла в его альбом Thousand Knives, который представляет собой смешение электронной музыки и японской традиционной.
Хосоно стал одним из первых музыкальных продюсеров, признавших спрос на музыку для видеоигр. Так, дебютный одноимённый альбом Yellow Magic Orchestra содержит значительное количество игровых звуков, а после распада группы Хосоно выпустил альбом Video Game Music, включающий звуки и музыку к аркадным играм компании Namco. Запись является примером раннего чиптюна и стала первым альбомом музыки для видеоигр. В 1984 году Хосоно написал музыкальную тему к анимационному фильму Хаяо Миядзаки «Навсикая из Долины ветров», которую исполнила Наруми Ясуда.

## Дискография

### Студийные альбомы
- Hosono House (1973)
- Tropical Dandy (1975)
- Bon Voyage co. (泰安洋行) (1976)
- Paraiso (はらいそ) (1978)
- Cochin Moon (コチンの月) (1978)
- Philharmony (1982)
- Hana ni Mizu (花に水) (1984)
- Making of Non-Standard Music / Making of Monad Music (1984)
- S·F·X (1984)
- Mercuric Dance (1985)
- Endless Talking (1985)
- Omni Sight Seeing (1989)
- Medicine Compilation (1993)
- Mental Sports Mixes (1993)
- Good Sport (1995)
- Naga (1995)
- N.D.E. («Near Death Experience») (1995)
- Road to Louisiana (ルイジアナ珍道中) (1999)
- Flying Saucer 1947 (2007)
- HoSoNoVa (2011)
- Heavenly Music (2013)
- Vu Ja De (2017)
- Hochono House (2019)

### Саундтреки
- Video Game Music (1984, композиции из игр Namco, написанные и исполненные Хосоно)
- Nausicaä of the Valley of the Wind (1984, музыкальная тема «Kaze no Tani no Nausicaä»)[12]
- Coincidental Music (1985, сборник фоновой музыки)
- Nokto de la Galaksia Fervojo (銀河鉄道の夜) (1985)
- Paradise View (1985)
- The Tale of Genji (源氏物語) (1987)
- Why Dogs Don’t Talk Anymore (だから犬はほえる) (1996)
- La Maison de Himiko (2005, movie soundtrack)
- Ex Machina Original Soundtrack/Original Soundtrack Complete Edition (2007, супервайзинг саундтрека и написание некоторых композиций)
- The Shoplifters Original Soundtrack (2018)

### Сборники
- Hosono Box 1969—2000 (2000)
- Harry Hosono Crown Years 1974—1977 (2007)

### Совместное творчество
- Pacific (при участии Сигэру Судзуки и Тацуро Ямаситы) (1978)
- The Aegean Sea (при участии Масатаки Мацутои и Такахико Исикавы) (1979)
- Vol. 1 — Island Music (при участии Судзуки, Ямаситы, Мацутои, Исикавы и Рюити Сакамото) (1983)
- Vol. 2 — Off Shore (при участии Судзуки, Ямаситы, Мацутои, Сакамото, Масаки Мацубары и Кадзумасы Акиямы) (1983)
- Melon Brains (1994)
- Goku (1995)
- Love, Peace & Trance (1995)
- Interpieces Organization (1996, совместно с Биллом Ласвеллом)
- Lattice (2000)
- Radio (ラヂヲ) (2013, совместно с Рюити Сакамото, Кэйго Оямадой, Итико Аобой и Хиронори Юдзавой)